# Amir Dembo
Amir Dembo (Haifa, 25 de outubro de 1958) é um matemático israelense, especialista em teoria da probabilidade.
Foi palestrante convidado do Congresso Internacional de Matemáticos em Madrid (2006: Simple random covering, disconnection, late and favorite points).

## Publicações selecionadas

### Artigos
- com Yuval Peres, Jay Rosen and Ofer Zeitouni: Dembo, Amir; Peres, Yuval; Rosen, Jay; Zeitouni, Ofer (2001). «Thick points for planar Brownian motion and the Erdős-Taylor conjecture on random walk». Acta Mathematica. 186 (2): 239–270. doi:10.1007/BF02401841
- com Bjorn Poonen, Qi-Man Shao and Ofer Zeitouni: Dembo, Amir; Poonen, Bjorn; Shao, Qi-Man; Zeitouni, Ofer (2002). «Random polynomials having few or no real zeros». J. Amer. Math. Soc. 15 (4): 857–892. doi:10.1090/S0894-0347-02-00386-7
- com Yuval Peres, Jay Rosen and Ofer Zeitouni: Dembo, Amir; Peres, Yuval; Rosen, Jay; Zeitouni, Ofer (2002). «Thick points for intersections of planar sample paths». Trans. Amer. Math. Soc. 354 (12): 4969–5003. doi:10.1090/S0002-9947-02-03080-5

### Livros
- com Ofer Zeitouni: Large Deviations Techniques and Applications, Springer, Dembo, Amir; Zeitouni, Ofer (2009). 2nd edition, corrected printing of 1998 edition. [S.l.: s.n.] ISBN 9783642033117; pbk